# SATB

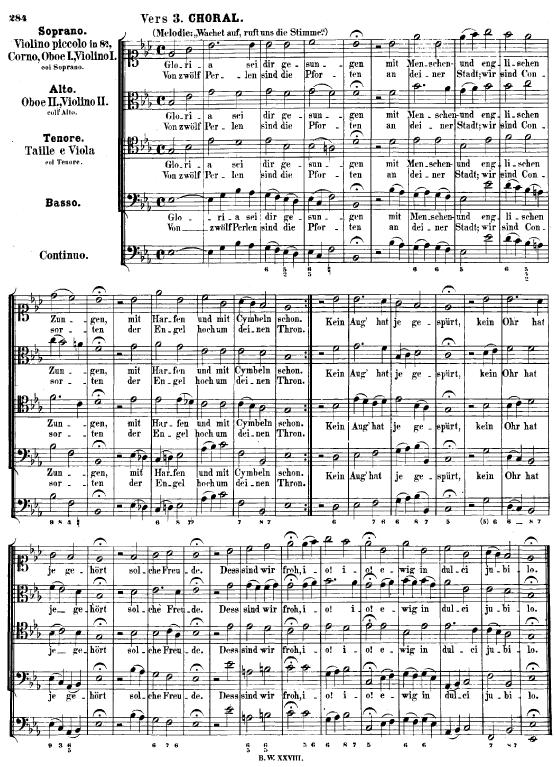
Partitura coral amb les 4 veus: SATB (Cantata BWV 140 de Bach)

En música, SATB és un acrònim per a soprano, contralt, tenor i baix, on queden definits els tipus de veu presents en un cor per a interpretar una obra musical concreta. Les peces escrites per a SATB –que és la combinació més habitual, i utilitzada en la majoria d'himnes– pot ser cantat per cors mixtos (homes i dones), per cors d'homes i nens, o per quatre solistes.
Hi ha menys acord amb relació a altres acrònims i abreviatures: Tr per a triple, Mz (o similar) per a mezzosoprano, Ba, Bar o Bari pel baríton, mentre C podria estar relacionat amb canto (la part més aguda), o amb contralt, veu referida a la dona cantant alto en oposició al contratenor (Ct). SCTB és molt habitual en els cors d'òpera italiana del Romanticisme on les "alto" són un grup de dones protagonistes en escena.
SATB div. (divisi, o dividit) denota que una o més d'una de les parts es subdivideixen en dues o més parts en algun moment de l'obra, generalment amb una redistribució vocal dels mateixos cantants. Un cor sol amb dos tipus de veu hauria de ser identificat com a SSAATTBB, llevat que siguin dos cors idèntics; en aquest cas, seria SATB/SATB. Els solistes són identificats amb lletres minúscules, p. ex. satb/SATB. En ambdós aquests casos un espai pot ser substituït per la barra (/). Els editors normalment inclouen aquestes descripcions en els seus catàlegs d'obres corals, tot i que sovint no es proporciona tota la informació; per exemple, ometent el terme "div.".

## Música antiga
En música antiga, particularment en la del Renaixement, l'ús dels termes soprano, alto, tenor i baix per les parts de veu no haurien de ser enteses en el sentit modern dels tipus de veus que cal utilitzar. Això és perquè en aquell temps molta de la música vocal a 4 veus posseeix un àmbit més estret, típic de la música vocal amb només homes, amb un contratenor en la part superior (soprano). La transposició descendent apropiada basada en el chiavette sempre hauria de estar considerada.

## Música instrumental
SATB també pot referir a conjunts de quatre instruments de la mateixa família, com saxòfons (soprano, alto, tenor i baríton) o flauta dolça. També, veus individuals en les parts contrapuntístiques de moltes composicions instrumentals, particularment en les fugues, com apareix a L'art de la fuga i Ofrena Musical de Bach, també pot incorporar l'acrònim SATB.